# Clèdes
Clèdes är en kommun i departementet Landes i regionen Nouvelle-Aquitaine i sydvästra Frankrike. Kommunen ligger i kantonen Geaune som tillhör arrondissementet Mont-de-Marsan. År 2022 hade Clèdes 118 invånare.

## Befolkningsutveckling
Antalet invånare i kommunen Clèdes
Referens:INSEE